# Bacardi cocktail
Le Bacardi cocktail est un cocktail apéritif, à base de rhum blanc Bacardi superior de la société Bacardi. Il fait partie des cocktails officiels de l'IBA.
Il s'agit d'un Daïquiri, c'est-à-dire qu'il contient du rhum, du jus de citron vert et du sucre. Il existe deux écoles quant à la recette originale. Selon la première, la recette est venue de Cuba en 1917 et se limitait à ces ingrédients, ce n'est qu'après la prohibition que serait apparue à New York une version comprenant du sirop de grenadine lui donnant une couleur rose. Selon l'autre interprétation, la recette aurait toujours compris de la grenadine. L'existence de livre de recettes plus anciens mentionnant une composition sans grenadine semble militer en faveur de la première théorie,.
Dans une décision de 1938, la Cour suprême de l'Etat de New-York a statué qu'un cocktail devait contenir du rhum Bacardi pour porter le nom de Bacardi cocktail.